# Олександрівка (Корюківський район)
Олекса́ндрівка — село в Україні, у Корюківській міській громаді Корюківського району Чернігівської області. Населення становить 767 осіб. До 2016 орган місцевого самоврядування — Олександрівська сільська рада, якій підпорядковувались села Верхолісся та Піски.

## Географія
Село розташоване за 20 км від районного центру і за 5 км від залізничної станції Низківка. Висота над рівнем моря — 142 м.

## Топоніміка
За переказами старожилів, назва села бере свій початок від першого поселенця Олександра, який, за переказами, ніби переселився з села Верхолісся. Про походження назви села Олександрівка свідчать і розповіді людей літнього покоління, у яких вказується, що жителі села Верхолісся, бажаючи відвідати першого поселенця, говорили: «Ходім до Лександра».

## Історія
Про час заснування села Олександрівка точних архівних даних не збереглося. Виникло воно на початку XVIII століття.
Людність села здавна займалась сільським господарством. Тут добре родило жито, картопля, люпин, гречка, менше — кукурудза, овес, ячмінь. Сприятливі природні умови та наполеглива праця майже всього населення села забезпечувала високий урожай яблук, груш, смородини. Поряд з землеробством люди займалися і тваринництвом, розводили велику рогату худобу, овець, свиней тощо. Також займалися мисливством: відстрілювали качок, зайців, вовків, лисиць, білок.
В епоху раннього середньовіччя IX—XV ст. тут добували та обробляли залізо. Поряд з селом є залишки середньовічного кар'єру, з якого добували руду.
Як свідчать архівні дані, важливим заняттям деякої частини населення села було і полювання на бобрів. «Бобровики показывают собою, что в тогдашнее время леса и воды доставляли жителям много средств к жизни».
До визвольної війни українського народу проти польської шляхти 1648 — 57 рр. Олександрівка за тодішнім адміністративним поділом відносилася до Сосницького повіту і належала православному сенатору Речі Посполитої, а згодом Київському воєводі — Адаму Киселю. Про це свідчать дані: «С 1637 г. значительными имениями преимущественно в Сосницком, Березинском, Нежинском уездах владел Адам Кисель».
За переписом 1731 року в Олександрівці проживало козацьких сімей: можних — 21, убогих — 20, край убогих — 60, підсусідків — 12, а всього — 113.
У 1741 році була побудована перша дерев'яна Покровська церква (перебудована у 1851—1889 рр.). Місцевий поміщик — надворний радник Олександр Павлович Лисенко та його дружина Лисавета Василівна присвоїли собі право будівництва Покровської церкви. В цей час в Олександрівці жив священик Василь Свентницький, який не зміг вплинути на самодура-поміщика і вирішив побудувати нову церкву з тим, щоб доля прихожан не залежала від свавілля Лисенків. Під великим натиском у 1804 році була побудована друга Святодухівська церква.
Згодом, за клопотанням Свентницького, у 1794 році Олександрівці був наданий статус містечка, правлячий сенат дозволив проводити ярмарки та базари. Щороку в день «Сошествія Святого духу» в Олександрівці проводився ярмарок, на честь цього свята була названа друга церква. При першому ярмаркові, тутешні поміщики почали збирати дуже високу плату за ярмаркування, тому згодом ярмарки припинилися. Дрібні торги (базари) проводились в Олександрівці щоп'ятниці. В 1805 році В. Светницький відкрив у селі училище для своїх парафіян, де спочатку навчалися слов'янської грамоти, часослова та псалтиря. Згодом училищем керував зять Светницького, молодий священик Борис Корсун. Він розширив програму навчання, почали викладати російську граматику, катехізис, арифметику, правопис, латинську граматику. Після смерті Дашевського, тестя Светницького, училище, що утримувалось на його кошти, закрилось.
Після Бориса Корсуна священиком став його зять Георгій Базилавич, який крім того, писав історичні, етнографічні відомості про Олександрівку. Згодом дослідження Георгія Базилавича були видані окремою книжечкою під назвою «Местечко Александровка Черниговскои губернии Сосницкого уезда».
У селі Олександрівка жив народний співець Андрій Шут (1790—1873) «… В недавнее время жил в Александровке кобзар Андрей Шут, умный и благочестивий слепец. Он сохранял и передавал старинные думы о старом житье козацком:…». Андрій Шут переспівував і складав народні пісні та думи про боротьбу українського народу проти ворогів — турків, татар, московитів, польського і свого панства. Він є автором дум «Нетяга чесько ганже Андибер», «Хмельницький та Барабаш» та інших. Є такі свідчення, що в 1853 році відомий український письменник Куліш Пантелеймон Олександрович записав від нього 12 найкращих дум. Андрій Шут, маючи похилий вік, багато працював, щоб заробити собі на життя та сплатити податки. Він плів вірьовки, шнури, виготовляв упряж. Народний співець помер у 1873 році. Він був відомий не тільки в Україні, але й далеко за її межами. Зберігся портрет Шута, вигравіруваний Л. М. Жемчужниковим.
У Національній книзі пам'яті жертв Голодомору 1932—1933 років в Україні перелічено 23 людини, які померли від голоду в Олександрівці.
|  | У нашій сім'ї було шестеро дітей. Сім'я наша була не бідною. Мали багато землі, двоє коней, корову. На той час розкуркулювали майже всіх підряд. Спочатку забрали корову і коней. Коли з Мени гнали корів, мабуть, кудись на м'ясо, повз наш двір проходила і наша корівка, впізнала свій двір і зайшла. Ми її причинили, та побачили погонщики і забрали назад. Як ми плакали, побивались, просили залишити її, але марно. А коли вдруге бригада прийшла, то все, що було їстівного, вигребли. Забрали навіть скриню з комори. Думали там багато чого знайдуть, а там тільки горщик з льоном і мички конопляні і лляні та ще дитячі сорочечки. А зерна ми трохи заховали. Хоча й шукали те останнє зерно, та не знайшли. Потім те зерно пересушили та пекли з нього хліб. Та вистачило його ненадовго. Потім всі люди стали їздити в Козилівку міняти одяг, настільники, полотно на продукти. Давали зерно, борошно, хліб. Поїхали і ми з батьком. Виїжджали дуже рано. Ночували у дорозі. Коли потепліло, стали рвати щавель, липу, лободу. Товкли ми все це в ступі і пекли оладки. Борщ мати варила з одним щавлем. Поїмо і знову хочеться їсти. Мати каже: "Ідіть на вулицю, погуляйте". А ми ждемо обіду, ніяка гульня нам не на умі. Пам'ятаю, як з іншими дітьми заглядали через плот (лісу) у двір одного з активістів. А там його дружина сорочки свої випрані вішає. А пошиті вони з наших маленьких сорочечок. Недалеко від нашого двору було кладовище, то, мабуть, не було жодного дня, щоб когось не везли ховати. Помер і наш батько у 33 роки. Поховали його в саду. Був страшний голод. Ще під час голоду був такий випадок. Пішов брат по коней, а повернувся з путом — вовки поїли коней. Ми думаємо: підемо, хоч м'яса з кісток пообрізуємо. Йдемо, а назустріч люди щось у відрах несуть. Вийшли за село, де були коні, але там уже нічого немає. Тоді ми зрозуміли, що люди несли... |

05 лютого.1965 року Указом Президії Верховної Ради Української РСР передано Олександрівську та Тютюнницьку сільські ради Менського району до складу Щорського району.
12 червня 2020 року, відповідно до розпорядження Кабінету Міністрів України № 730-р «Про визначення адміністративних центрів та затвердження територій територіальних громад Чернігівської області», увійшло до складу Корюківської міської громади.
19 липня 2020 року, в результаті адміністративно-територіальної реформи та ліквідації колишнього Корюківського району, село увійшло до складу новоутвореного Корюківського району.

## Демографія
За даними сайту Верховної Ради України в Олександрівці станом на початок 2012 року мешкає 767 жителів.
| 1866 | 1897 | 1988 | 2012 |
| ---- | ---- | ---- | ---- |
| 2048 | 3468 | 729  | 767  |
| ▲    | ▲    | ▼    | ▲    |

## Люди
В селі народився Заборовський Леонід Олександрович (нар. 1967) — український живописець.